# 2،1-ثنائي برومو الإيثان
2،1-ثنائي برومو الإيثان هو مركب بروم عضوي صيغته C2H4Br2، ويوجد في الشروط القياسية على شكل سائل عديم اللون.

## التحضير
يحضر المركب من تفاعل برومة الإيثيلين:
{\displaystyle \mathrm {CH_{2}{=}CH_{2}+Br_{2}\longrightarrow BrCH_{2}CH_{2}Br} }

## الخواص
في الشروط القياسية من الضغط ودرجة الحرارة يوجد المركب على شكل سائل عديم اللون، وقد يميل لونه أحياناً إلى الأصفر؛ وله رائحة قوية غير منفرة تشبه رائحة الكلوروفورم؛ ولذلك كان يستخدم في الماضي من أجل التعقيم بالبخار؛ رغم أن ذلك الاستخدام كان محط جدل، إذ أن احتراقه يعطي غاز بروميد الهيدروجين المهيج.

## الاستخدامات
كان هذا المركب يستخدم في الماضي أيضاً ضمن إضافات الوقود لمنع خبط المحرك؛ كما استخدم في الماضي ضمن مبيدات الآفات. لكن القيود البيئية على حظر الملوثات خففت من استخدام هذا المركب في مجالات الحياة اليومية.